# Akademicki Związek Sportowy Białystok 2011-2012
Questa voce raccoglie le informazioni riguardanti l'Akademicki Związek Sportowy Białystok nelle competizioni ufficiali della stagione 2011-2012.

## Organigramma societario
Area direttiva
- Presidente: Boguslaw Poniatowski

Area tecnica
- Allenatore: Wiesław Czaja (fino al ?), Czesław Tobolski (dal ?)
- Assistente allenatore: Victar Pratasenia
- Scout man: Krzysztof Żabiński

## Rosa
| N° | Nome                 | Ruolo | Data di nascita  | Nazionalità sportiva |
| -- | -------------------- | ----- | ---------------- | -------------------- |
| 2  | Małgorzata Właszczuk | S     | 22 novembre 1993 | Polonia              |
| 3  | Małgorzata Cieśla    | S/O   | 15 giugno 1986   | Polonia              |
| 5  | Joanna Jabłońska     | S     | 14 giugno 1974   | Polonia              |
| 6  | Dominika Sieradzan   | S     | 28 aprile 1980   | Polonia              |
| 8  | Anna Łozowska        | C     | 16 marzo 1993    | Polonia              |
| 9  | Channon Thompson     | S     | 29 maggio 1994   | Trinidad e Tobago    |
| 10 | Ewa Winnicka         | P     | 8 novembre 1978  | Polonia              |
| 11 | Dominika Kuczyńska   | C     | 16 ottobre 1981  | Polonia              |
| 12 | Aleksandra Kruk      | S     | 29 ottobre 1984  | Polonia              |
| 13 | Sinead Jack          | C     | 8 novembre 1993  | Trinidad e Tobago    |
| 14 | Lucie Mühlsteinová   | P     | 15 ottobre 1984  | Rep. Ceca            |
| 15 | Ksenija Sizova       | S     | 30 luglio 1989   | Russia               |
| 16 | Agata Durajczyk      | L     | 19 agosto 1989   | Polonia              |
| 17 | Elena Kovalenko      | S     | 30 giugno 1988   | Russia               |